# Zoran Slavnić
Zoran Slavnić, també conegut com a Moka Slavnic (Zemun, Iugoslàvia, 26 d'octubre de 1949) és un exjugador i entrenador de bàsquet iugoslau, que ocupava la posició de base.
Va ser jugador de l'Estrella Roja entre els anys 1963 i 1977, abans de fitxar pel Joventut de Badalona en la temporada 1977-78, on va guanyar una lliga espanyola. Després va jugar també al Sibenka Sibenik, al Partizan de Belgrad i al Juvecaserta, on va jugar fins al 1983. Després d'una reeixida carrera com a jugador, en les quals va aconseguir 8 medalles en competicions internacionals amb Iugoslàvia, va canviar la pista per banqueta i va estar durant 13 anys entrenant a la majoria d'equips en els quals va ser jugador, entre d'altres.